# Hyundai Asan
Hyundai Asan é um conglomerado sul-coreano (Chaebol) atuante na área da construção civil. É subsidiária do Grupo Hyudai.